# 狗古智卑狗
狗古智卑狗（くこちひこ、くこちひく、生没年不詳）は、「魏書東夷伝」に登場する狗奴国の官。

## 読み下し文・原文
- その南に狗奴国あり。男子を王となす、その官に狗古智卑狗あり。女王に属さず。
「其南有狗奴國 男子爲王 其官有狗古智卑狗 不属女王」 -- 『魏書』東夷伝

## 諸説
- その名前より「菊池彦」に通じるとし熊本県菊池郡との関連を指摘する説がある[1][2][3]（倭名類聚抄には「菊池」と書いて「久々知（くくち）」と注釈されている）。
- 王卑弥弓呼より先に記されていることから、狗奴国の実権を握っていたとも考えられる。
- 官名から蔑称の意味を除いて考える説もある[4]。「狗」は猛であり、雄雄しい勇者の意味「建」（タケル）であると考える。「古智」は古い知恵という意味であるが、「古い」の反対語は「新しい」であり、本来は「新しい知恵」であると考える。「卑狗」は「ヒコ」であり、「彦」或いは「日高」、「日子」と考える。